# Bresegard bei Picher
Bresegard bei Picher is een gemeente in de Duitse deelstaat Mecklenburg-Voor-Pommeren, en maakt deel uit van het Landkreis Ludwigslust-Parchim.
Bresegard bei Picher telt 292 inwoners.